# Gabriel de Carville
Pour les articles homonymes, voir Carville.
Gabriel Ange Marie Gaultier de Carville, né le 16 décembre 1897 à Boisyvon (Manche) et mort le 2 décembre 1982 à Saint-Lô (Manche), est un homme politique français.

## Biographie
Gabriel de Carville est le fils d'Aymar Gaultier de Carville et de son épouse née Marie Jeanne de Mons. Il épouse Cécile Marie Pauline Regnault de Bouttemont, fille de Gaston Regnault de Bouttemont et de Marie-Thérèse de Saint-Pol.
Durant la Première Guerre mondiale, alors âgé de dix-sept ans, il s'engage dans l'armée.
Il devient éleveur de chevaux de selle et de demi-sang galopeurs à La Chapelle-en-Juger, commune dont il est maire de 1925 à 1947 puis de 1950 à 1977. Président de la Société de courses de Granville, il est également élu conseiller d'arrondissement à Saint-Lô en 1929, puis conseiller général (canton de Marigny) de 1937 à 1940 puis de 1945 à 1976.
Servant en tant qu'officier au 22e groupe de reconnaissance de cavalerie du corps armée colonial durant la Seconde Guerre mondiale, il est fait prisonnier et réussit à s'évader.
Élu député dans la première circonscription de la Manche, sous l'étiquette du Centre national des indépendants et paysans (CNIP), il se montre un partisan de l'Algérie française et adversaire résolu du général de Gaulle.

## Détail des fonctions et des mandats
Mandat parlementaire
- 30 novembre 1958 - 9 octobre 1962 : Député de la 1re circonscription de la Manche

## Distinctions et hommages
- Croix de guerre 1914–1918
- Croix de guerre 1939–1945
- Officier de la Légion d'honneur[Quand ?]
- Commandeur de l'ordre national du Mérite (1976)[1]
- Officier de l'ordre du Mérite agricole

Il donne son nom au prix hippique Gabriel-de-Carville.